# Taiping Shuiku (reservoar i Kina, Yunnan)
Taiping Shuiku är en reservoar i Kina. Den ligger i provinsen Yunnan, i den sydvästra delen av landet, omkring 110 kilometer sydost om provinshuvudstaden Kunming. Taiping Shuiku ligger 1 574 meter över havet. Arean är 7,8 kvadratkilometer. I omgivningarna runt Taiping Shuiku växer huvudsakligen savannskog. Den sträcker sig 4,9 kilometer i nord-sydlig riktning, och 2,5 kilometer i öst-västlig riktning.
Genomsnittlig årsnederbörd är 1 158 millimeter. Den regnigaste månaden är juni, med i genomsnitt 251 mm nederbörd, och den torraste är februari, med 18 mm nederbörd.